# Doğan Güreş
Doğan Güreş (* 15. Februar 1926 in Adana; † 13. Oktober 2014 in Ankara) war ein türkischer General, der zuletzt von 1990 bis 1994 Chef des Generalstabes (Genelkurmay Başkanı) der türkischen Streitkräfte (Türk Silahlı Kuvvetleri) war.

## Leben
Nach dem Besuch der Kuleli-Kadettenanstalt trat Güreş 1945 in die Militärschule (Harp Okulu) ein, die er 1947 als Unterleutnant der Transporttruppe abschloss. Danach besuchte er die Militärtransportschule (Ulaştırma Sınıf Okulu) und war nach deren Beendigung 1949 bis 1963 Zugführer sowie Kompaniechef in verschiedenen Militäreinheiten. 1963 trat er als Offiziershörer in die Militärakademie (Harp Akademisi) ein und fand nach deren Beendigung 1965 als Offizier und Stabsoffizier Verwendung in mehreren Einheiten.
1973 wurde Güreş zum Brigadegeneral befördert und zum Chef des Heeresamtes ernannt, ehe er anschließend in der Logistikabteilung des Supreme Headquarters Allied Powers Europe (SHAPE) der NATO in Mons tätig wurde. Danach war er stellvertretender Chef des Streitkräfteamtes sowie im Anschluss Kommandant der Rüstungsschule sowie Kommandeur einer Ausbildungsbrigade.
Nach seiner Beförderung zum Generalmajor 1977 behielt er das Amt des Kommandanten der Rüstungsschule und wurde zugleich Befehlshaber der Ausbildungsdivision. 1981 erfolgte seine Beförderung zum Generalleutnant sowie Leiter der Personalabteilung im Generalstab der Türkei, ehe er Kommandierender General des III. Korps wurde.
Nachdem er 1985 zum General befördert worden war, wurde er zunächst Kommandant der Militärakademie und war danach als Nachfolger von General Recep Orhan Ergun von 1987 bis 1989 Oberbefehlshaber der 1. Armee. Am 23. August 1989 wurde Güreş Nachfolger von General Kemal Yamak als Oberkommandierender der Landstreitkräfte (Türk Kara Kuvvetleri).
Zuletzt wurde er am 6. Dezember 1990 als Nachfolger von General Necip Torumtay Chef des Generalstabes der Streitkräfte. Dabei kam es entgegen der üblichen Pensionsregelung zu einer Verlängerung der Amtszeit durch Ministerpräsidentin Tansu Çiller, ehe er am 30. August 1994 auf eigenen Wunsch in den Ruhestand trat.
Bei den Wahlen vom 24. Dezember 1995 wurde Güreş als Kandidat der von Çiller geführten Partei des Rechten Weges (Doğru Yol Partisi) zum Abgeordneten der Großen Nationalversammlung gewählt und gehörte dieser nach seiner Wiederwahl bei den Parlamentswahlen am 18. April 1999 bis zum 3. November 2002 an.